# Rudolf Callmann
Rudolf Callmann (* 29. September 1892 in Köln; † 12. März 1976 in Queens, USA) war ein deutsch-amerikanischer Jurist und Fachmann für Wettbewerbs- und Markenrecht.

## Leben und Wirken
Callmann war der Sohn des Rechtsanwalts und Justizrats Maximilian Callmann (1858–1929). Er studierte, nachdem er als Kriegsfreiwilliger im Ersten Weltkrieg verwundet worden war, an den Universitäten Berlin und Bonn Rechtswissenschaften. 1919 wurde er an der Albert-Ludwigs-Universität Freiburg zum Dr. jur.  promoviert. 1923 trat er in die Kanzlei seines Vaters ein, der zugleich Kölner Stadtrat und Mitglied des Vorstands der Synagoge Köln war. Rudolf Callmann führte die Kanzlei zusammen mit seinem Bruder. 1929 publizierte er eine Arbeit über unlauteren Wettbewerb. 1934 folgte eine Studie über das deutsche Kartellrecht. Aufgrund des „Frontkämpferprivilegs“ konnte Callmann trotz seiner jüdischen Herkunft noch bis 1936 im nationalsozialistischen Deutschland praktizieren.
Callmann emigrierte 1936 in die Vereinigten Staaten. Dort erhielt er ein dreijähriges Forschungsstipendium an der Harvard University. 1939 bestand er die amerikanische Anwaltsprüfung. Nach Annahme der amerikanischen Staatsbürgerschaft erhielt Callmann 1943 die Erlaubnis, als Anwalt tätig zu werden. Von 1939 bis 1945 arbeitete er an der amerikanischen Ausgabe seines Werks. Sie erschien 1945 dreibändig mit dem Titel „The Law of Unfair Competition and Trademarks“. 1950 wurde diese Schrift in zweiter, erweiterter Auflage erneut publiziert und entwickelte sich zum Standardwerk. Ab 1967 kam eine fünfbändige Ausgabe heraus, dessen letzter Teilband posthum erschien. Callmann trat aufgrund seiner Expertise mehrfach als Zeuge vor Kongressausschüssen auf.
1949 gehörte Callmann zu den Gründern der New Yorker Kanzlei „Green, Callmann & Durr“, die sich auf Fragen des Wettbewerbs und der Warenzeichen spezialisierte. Zudem war er bis 1971 Councel der Kanzlei „Golenbock and Barell“ (New York City).
1929 trat Callmann in den Central-Verein deutscher Staatsbürger jüdischen Glaubens (CV) ein und fungierte seit 1930 als stellvertretender Vorsitzender des linksrheinischen Landesverbands des CV. Nach 1933 gehört er dem Präsidialausschuss der Reichsvertretung der Deutschen Juden an.
1938/39 engagierte er sich in der Flüchtlingsorganisation „American Federation of Jews from Central Europe“, deren Präsident beziehungsweise Vorsitzender er wurde. Ab 1955 betätigte sich Callmann zudem als Vizepräsident im Hauptvorstand der Jewish Claims Conference sowie als Präsidiumsmitglied des Council of Jews from Germany. Callmann gehörte zu den Initiatoren der deutsch-jüdischen Wiedergutmachungsgespräche mit Theodor Heuss und Konrad Adenauer. Zum Board des Leo Baeck Institut gehörte er ebenfalls. 1971 gründete Callmann mit weiteren Personen ein New Yorker Altersheim (Kew Gardens Nursing Home, später umbenannt in Margaret Tietz Center for Nursing Care).

## Ehrungen
Seit 1959 wirkte Callmann als Honorarprofessor an der Universität zu Köln. Er erhielt das Große Bundesverdienstkreuz. Die Deutsche Vereinigung für gewerblichen Rechtsschutz und Urheberrecht verleiht seit 1981 die Rudolf-Callmann-Medaille.

## Familie
Mit seiner Ehefrau Maria geb. Hess hatte er eine Tochter, die Kunsthistorikerin Ellen Callmann.

## Schriften (Auswahl)
- Der unlautere Wettbewerb. Kommentar zum Gesetz gegen den unlauteren Wettbewerb und zu den materiell-rechtlichen Vorschriften des Gesetzes zum Schutze der Warenbezeichnungen, J. Bensheimer, Mannheim 1929.
- Zur Boykott-Frage. Ein Gutachten, Philo-Verlag, Berlin 1930.
- Das deutsche Kartellrecht. Kommentar, Philo-Verlag, Berlin 1934.
- mit Louis Domeratsky u. a.: Regulation of economic activities in foreign countries. Printed for the use of the Temporary National Economic Committee, United States Government Print. Office, Washington, DC 1941.
- The law of unfair competition and trade-marks, Callaghan, Chicago, 1945.